# Futbol Club Barcelona C
O Futbol Club Barcelona C foi um clube de jovens jogadores do Fútbol Club Barcelona.

## História
A equipe foi fundada em 1967 como Barcelona Amateurs (Amadores do Barcelona) e adotou o nome de Barcelona C em 1993.
No ano 2007, depois de serem rebaixados a Primera Catalana, por causa da queda do Futbol Club Barcelona B à Quarta Divisão Espanhola (Tercera División), o Barcelona optou em encerrar as atividades da equipe C, pois 2 equipes de uma mesma equipe filial não podem jogar o mesmo campeonato.

## Títulos
| Nacionais | Nacionais        | Nacionais | Nacionais                  |
|           | Competição       | Títulos   | Temporadas                 |
| --------- | ---------------- | --------- | -------------------------- |
|           | Tercera División | 3         | 1983-84, 1986-87 e 1997-98 |
| Regionais |                  |           |                            |
|           | Competição       | Títulos   | Temporadas                 |
|           | Copa Cataluña    | 1         | 1984                       |

## Último elenco do clube
Legenda
- : Capitão
- : Jogador lesionado/contundido
- +: Jogador em fase final de recuperação
- +: Jogador que volta de lesão/contusão
- : Jogador suspenso

## Jogadores
Alguns grandes jogadores como Lionel Messi, Cesc Fàbregas, Pedro Rodríguez e Bojan Krkić foram revelados pelo Barcelona C.

### Jogadores notáveis
| Nome          | Nacionalidade | Posição | Temporadas | Jogos | Gols |
| ------------- | ------------- | ------- | ---------- | ----- | ---- |
| Carles Puyol  | Espanha       | ZG      | 1995–1997  | 73    | 6    |
| Cesc Fàbregas | Espanha       | MC      | 2011–2014  | 28    | 9    |
| Bojan Krkić   | Espanha       | AT      | 2007–2011  | 104   | 26   |
| Pedro         | Espanha       | AT      | 2007–2015  | 104   | 30   |
| Lionel Messi  | Argentina     | AT      | 2004–2021  | 214   | 169  |
| Ramon         | Brasil        | AT      | 2003–2004  | 42    | 31   |

## Treinadores
| Juan Carlos Rojo | 2006–2007 | 0 |
| Total            | 2006–2007 | 0 |

## Sedes e estádios

### Mini Estadi

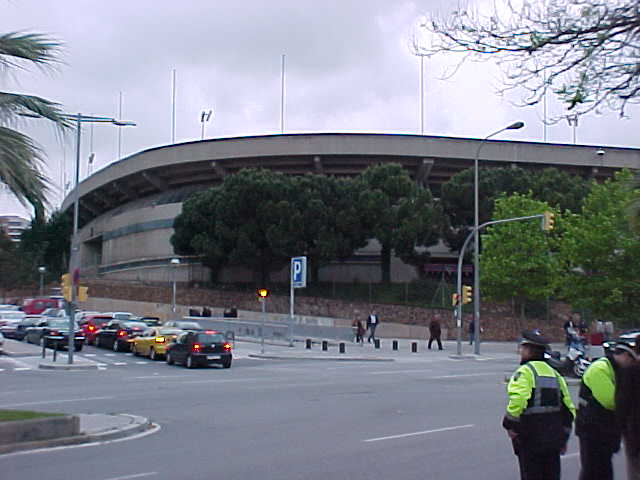
O Mini Estadi

Em 23 de setembro de 1982, o Mini Estadi foi inaugurado na cidade de Barcelona, pelo ex-presidente do Barcelona, Josep Lluís Núñez.
Perto do Mini Estadi existem dois campos de treino, chamado pitch 3 e pitch 4, que tem grama artificial. O pitch 4, de tamanho regulamento, é de 100 metros por 70 metros e tem capacidade para 1000 espectadores. O Mini Estadi normalmente hospedava o Barcelona C em suas partidas.
O estádio tem capacidade para 15.276 pessoas e é a casa do FC Barcelona C em jogos como mandante. É um terreno utilizado apenas por times reservas do Barcelona.

## Administração
| Cargo      | Nome         |
| ---------- | ------------ |
| Presidente | Joan Laporta |